# Polianka
Polianka je obec na západě Slovenska v okrese Myjava v Trenčínském kraji. Žije zde 396 obyvatel. První písemná zmínka o obci pochází z roku 1955.